# كارولينا كانو
كارولينا كانو هي ممثلة أمريكية وبيرو، ولدت في 24 يوليو 1985 في بيرو.

## وصلات خارجية
- كارولينا كانو على موقع IMDb (الإنجليزية)
- كارولينا كانو على موقع قاعدة بيانات الفيلم (الإنجليزية)